# Sueños en tránsito
Sueños en tránsito (Spanisch: Träume im Transit) ist das dritte Studioalbum der chilenischen Sängerin Nicole. Es erschien am 19. Juni 1997 in Chile.

## Album
Das Album wurde von der Kritik positiv aufgenommen. Besonders wurde ihre Arbeit als sehr prägnant gegenüber den vorausgegangenen Alben eingestuft, wodurch sich Nicole als eine der wichtigsten chilenischen Sängerin der letzten Zeit positioniert hat. Zusammen  mit Shakira hat sie sich als eine der besten weiblichen Künstlerinnen Lateinamerikas erwiesen.
- Die erste Single ist Despiértame. mit einem aggressiven Look und einer schmachtenden Stimme verschreibt sich Nicole der Musicalszene. Das Lied war in den Hitlisten von Chile und verschiedenen anderen Ländern Lateinmarikas vertreten.

- Todo lo que quiero ist die zweite Single. Nicole ist im Videoclip eine „Spider Woman“, der für den MTV Latino 1998 nominiert wurde.

- El cuarto sencillo es noche. eine romantische Ballade, geschrieben vom Argentinier Leo García, ist zusammen mit Despiértame das meistgespielte Lied in der Disco. Nacht (En vivo @ SCD Bellavista 13. Mai 2009, Chile)

- Sirenas. ausgewählt als fünftes Promotionslied, ist ein Lied, das von einer jungen Lesbe, einer Freundin Nicoles, inspiriert worden ist. Dazu gibt es keinen Videoclip.

## Titelliste
1. „Cielos“ (4:21)
2. „Despiértame“ (4:00)
3. „Noche“ (2:28)
4. „Todo lo que quiero“ (3:09)
5. „Sirenas“ (5:00)
6. „Tuve que herirme“ (4:32)
7. „No soy de nadie“ (3:12)
8. „Cuervos“ (4:17)
9. „Amores sin voz“ (3:30)
10. „Pie lunar“ (3:25)
11. „Lunas“ (2:24)[1]
12. „Verte reir“ (2:34)

## Geschichte/Anekdoten
Ende 1996 beabsichtigte die Sängerin zusammen mit dem Musiker Andrés Sylleros Lieder zu schaffen, um sie als Demos für ein neues Album vormerken zu lassen. Nicole benötigte einen Musikproduzenten und entschied sich Gustavo Cerati persönlich anzurufen, solange er sich in Chile aufhielt; der Musiker akzeptierte sofort.
Während des Januars 1997 arbeiten der Soundingenieur Guillermo Ugarte (Ex-Mitglied der Elektronikgruppe Los Mismos), Gustavo Cerati, Nicole und Sylleros im Studio Master de Santiago, um das Album in seine Form zu bringen. Im April desselben Jahres wurde es in London gemastert.
Sueños en Tránsito wurde am 19. Juni 1997 bei BMG veröffentlicht. Unter dem Stil Pop-Rock, mit Anklängen an Techno und sehr elektronisch, hatte es einen Sound, der zur Zeit seiner Veröffentlichung sehr fortschrittlich klang.
Später gab es eine limitierte Version des Albums, ein Multimediaalbum bzw. Enhanced CD des Albums, die Bilder der Albumaufnahme, Videos, Fotos, Exklusivmaterial, ein Pressearchiv und weiteres enthielt.

## Erfolge und Auszeichnungen
- Die erste Single “Despiértame” erreichte die Nummer eins im Radio Chiles, Paraguays, Mexikos und Perus.[2]
- “Despiértame” erreichte die Top 20 von MTV.
- Der erste MTV-Preis “Mejor Interpretación Femenina en Video” (Beste weibliches Interpretation im Video), ging an Nicole, die ihn als erste Sängerin erhielt.
- Außerdem bekam sie den APES Preis mejor video (bestes Video).[3]
- Die Leser der Tageszeitung La Tercera wählten in einer Befragung in der U-Bahn “Sueños en Tránsito” zum besten chilenischen Album des Jahres vor “Fome” von Los Tres und “El Resplandor” von Carlos Cabezas.
- Nominierung für den MTV Award “Mejor Interpretación Femenina en Video” für „Todo lo Que Quiero“, zweite Single des Albums.
- Goldene Schallplatte in Chile für mehr als 15 Tausend verkaufte Exemplare.
- Nicole trat live auf dem Festival Rock and Pop von Paraguay auf.
- Nicole hatte einen Auftritt bei Hard Rock de Buenos Aires.
- Platin-Schallplatte in Chile für mehr als  25.000 verkaufte Kopien von “Sueños en Tránsito”
- Im Jahr 2006 wurde Nicole wegen ihres Liedes Sirenas, das auf dem Album enthalten ist, als eine Tür zur Gaykultur geehrt.[4]

## Versionen
Das Album „Sueños en Tránsito“ gibt es in zwei Versionen:
- Standardversion[5]
- Enhanced CD Version (interaktive Multimedia-CD)[6]